# Étienne Sacr
Pour les articles homonymes, voir Sakr.
 (novembre 2020).
Si vous disposez d'ouvrages ou d'articles de référence ou si vous connaissez des sites web de qualité traitant du thème abordé ici, merci de compléter l'article en donnant les références utiles à sa vérifiabilité et en les liant à la section « Notes et références ».
 (juin 2017).
- Si vous ne connaissez pas le sujet, laissez ce bandeau (vous pouvez alors contacter les auteurs).
- Si vous supprimez le contenu mis en cause (vous pouvez préalablement contacter les auteurs),

argumentez précisément cette suppression dans la page de discussion
(un manque de référence n'est pas un argument ; une recherche réelle de référence doit avoir été effectuée, être formellement documentée).
Étienne Sacr (arabe : إتيان صقر, aussi connu sous le pseudonyme d’Abou-Arz, né en 1937 à Ain Ebel) est un homme politique libanais, fondateur du parti des Gardiens des Cèdres. Il prend part à la guerre civile et combat les milices palestiniennes au Liban.
Allié d’Israël, condamné à mort à ce titre, il vit en exil depuis la fin de la guerre.
Étienne Sakr est père de trois enfants, un fils appelé Arz Sakr et deux filles qui sont des chanteuses libanaises célèbres, Karol Sakr et Pascale Sakr.